# Syntomodrillia
Syntomodrillia là một chi ốc biển, là động vật thân mềm chân bụng sống ở biển thuộc họ Drilliidae.

## Các loài
Các loài thuộc chi Syntomodrillia bao gồm:
- Syntomodrillia vitrea McLean & Poorman, 1971[2]